# 網紋玄花介
網紋玄花介（学名：Hemicytheridea reticulata）为粗面介科玄花介屬下的一个种。